# Kangoeroes Basket Mechelen
O Kangoeroes Basket Mechelen é um clube profissional de basquetebol sediado na cidade de Mechelen, Bélgica que atualmente disputa a Liga Belga. Foi fundado em 2009 e manda seus jogos no ginásio Winketkaai que possui capacidade de 1.500 espectadores.